# Preims
Preims je naselje v Občini Volšperk v Okraju Volšperk na Koroškem v Avstriji.